# Верхнетимкино
Верхнети́мкино (баш. Үрге Тимкә) — деревня в Кармаскалинском районе Башкортостана, относится к Кабаковскому сельсовету.

## Географическое положение
Расстояние до:
- районного центра (Кармаскалы): 20 км
- центра сельсовета (Сихонкино): 1 км
- ближайшей ж/д станции (Кабаково): 6 км

## Население
| 2002 | 2009 | 2010 |
| ---- | ---- | ---- |
| 178  | ↘164 | ↗170 |

Национальный состав
Согласно переписи 2002 года, преобладающие национальности — татары (26 %), башкиры (68 %).